# Pečky (nádraží)
Pečky jsou železniční stanice v jižní části města Pečky na v ulici J. A. Komenského. Nachází se ve východní části středních Čech v Středočeském kraji, v okrese Kolín. Leží v km 363,154 elektrizované dvoukolejné trati Praha – Česká Třebová a je koncovou stanicí jednokolejné neelektrizované trati Pečky–Kouřim. Stanice je elektrizovaná (3 kV ss).

## Historie
Nádraží vzniklo jakožto trojkolejná stanice IV. třídy na nově budované trati společnosti Severní státní dráha z Olomouce do Prahy v Pečkách v letech 1843–1845. Slavnostní vlak tudy projel 20. srpna 1845 za osobního řízení inženýra Jana Pernera, který trať navrhl. Návrh původně empírové budovy je připisován, stejně jako u všech stanic na této trase, architektu Antonu Jünglingovi. Stanice zpočátku sloužila zejména pro obyvatelé z přibližně 9 kilometrů vzdálených Poděbrad a návštěvníky místních lázní pod sloučeným názvem Pečky-Poděbrady. Trať byla roku 1855 privatizována a provozovatelem se stala Rakouská společnost státní dráhy (StEG).
V roce 1871 byl u Poděbrad dokončen úsek Rakouské severozápadní dráhy spojující Vídeň do Berlín a došlo k výstavbě poděbradského nádraží, a stanice změnila název. Ačkoliv poté stanice ztratila na dopravním významu, pro město ovšem napojení na páteřní trať Rakouské monarchie přinesla ekonomický, stavební i populační rozvoj, už v roce 1847 vyrostl poblíž železnice cukrovar. 15. února 1882 byla zprovozněna trať vedoucí z Peček přes Zásmuky do Kouřimi. Po zestátnění StEG roce 1909 pak obsluhovala stanici jedna společnost, Císařsko-královské státní dráhy (kkStB), po roce 1918 pak správu přebraly Československé státní dráhy.
Roku 1957 byla hlavní trať elektrizována stejnosměrnou napájecí soustavou 3000 V.

## Modernizace
Stanicí prochází První a Třetí železniční koridor, leží na trase 4. Panevropského železničního koridoru. Po roce 2000 byla dokončena rekonstrukce stanice a úpravy parametrů nádraží na koridorovou stanici: nachází se zde ostrovní nástupiště s podchodem, byl instalován elektronický informační systém pro cestující a výpravní budova prošla opravou. Expresní spoje mohou stanicí projíždět rychlostí až 160 km/h, nádražní provoz je řízen dálkově z Centrálního dispečerské pracoviště Praha díky dálkově ovládanému staničnímu zabezpečovacímu zařízení – elektronickému stavědlu ESA 11.

## Výpravní budova
V původní stanici 4. třídy byla podle architekta Antona Jünglinga postavena budova výpravny a přes kolejiště naproti ní objekt vodárny pro zbrojení lokomotiv vodou. Výpravní budova měla dvoupodlažní tříosý střední rizalit se stanovou střechou a postranní jednoosá přízemní křídla. V roce 1881, kdy byla postavena Společností státní dráhy dvoupatrová budova pro úředníky, byly ve výpravní budově uvolněné prostory upraveny na čekárny 1. a 2. třídy a zvětšena čekárna 3. třídy. V roce 1912 byla budova výpravny snesena a postavena nová, kdy pro její stavbu bylo použito stejných plánů jako při výstavbě výpravny v Přelouči, pouze s jiným řešením fasády.